# Marie Angel (artista)
Marie Felicity Angel (1923–2010) foi uma ilustradora e calígrafa britânica conhecida pelas suas ilustrações de livros.

## Biografia
Angel nasceu em Londres e foi educada na Coloma Convent Girls 'School. Durante a Segunda Guerra Mundial frequentou a Escola de Artes e Ofícios de Croydon e depois da guerra estudou na escola de design do Royal College of Art O seu trabalho como ilustradora freelance levou a uma comissão da Biblioteca do Harvard College para produzir uma série de bestiários ilustrados que, por sua vez, levou Angel a trabalhar em vários livros infantis para editoras americanas e britânicas. Ela também escreveu e ilustrou livros sobre as técnicas de caligrafia e um volume de ilustrações de flores. Obras de Angel foram exibidas na Academia Real Inglesa de Londres e na Society of Designer Craftsmen e em exposições individuais na América. Tanto o Victoria and Albert Museum de Londres quanto a Harvard Library possuem exemplos do seu trabalho. O Hunt Institute possui várias das suas aquarelas botânicas.